# バクモン
バクモンはデジタルモンスターシリーズに登場する架空の生命体・デジタルモンスターの一種。

## 概要
『デジモンペンデュラム3』で初登場。モデルは伝説の生物である獏。同作に登場したマンモスをモデルにしたデジモンであるマンモンとデザイン上似通った部分を持ち、獏のような合成生物というよりは、どちらかといえば哺乳類のバクや仔ゾウに近い。
必殺技のナイトメアシンドロームは、Ver.4に登場したデジタマモンの必殺技となぜか同一の名称であった。この二種のデジモンはアニメ『デジモンアドベンチャー02』で共演している。

### 各国の日本国外名
- 英語：バクモン(Tapirmon)
- 韓国語：バクモン(ハングル：박몬)

## 種族としてのバクモン
悪夢を吸い取ると言われる医学用のコンピュータから発見された聖獣型デジモン。悪質なウイルスを吸収し、正常なデータに変換する能力を有する。聖なるデジモンの証であるホーリーリングを身につけており、ウイルスを取り除く能力を持っている。

### 基本データ
- 世代/成長期
- タイプ/聖獣型
- 属性/ワクチン
- 必殺技/ナイトメアシンドローム
- 得意技/ウイルスデリート
- 勢力/ナイトメアソルジャーズ

## 登場キャラクターとしてのバクモン

### アニメ
- デジモンアドベンチャー - 「キャラクターソング ミニドラマ(3)」にて登場。声優は菊池正美。正月の日に東京中の人々の初夢を食べており、正月を楽しんでいたヤマトとタケルを襲撃し、「ナイトメアシンドローム」で彼らを夢の世界に閉じ込めた。タケルの見た初夢の影響でガブモンは獅子舞、パタモンは凧、タケルを猫の姿になってしまうが、タケルに夢の主導権を握られ、ガルルモンとエンジェモンに敗れ降参した。
- デジモンアドベンチャー02 - 第36話、第37話に登場。声優は夏樹リオ。デジタルワールドの中華街のラーメン屋で店員をしている。完全体であるデジタマモンと「ダブルナイトメアシンドローム」を披露して見せた（この技はマミーモンが発射するオベリスクの銃撃すら無効化する効果を持つ）。なぜかラーメンの名前しか喋れない。
- デジモンテイマーズ - 第6話で他のデジモンと混じって牧野留姫を自分のテイマーにしようとし、デジモンクィーンに異名を取る彼女の前に現れたデジモンの群れとしてシルエットとして登場（左側のビジョンにおり、他にはマミーモン（『デジモンアドベンチャー02』で見せた人間態の姿で、本来のデジモンとしての姿は見せていない）、ハヌモン、ツブモン、ファントモンが映っていた。そのうち、マミーモンは『デジモンアドベンチャー02』で共演した）。本物は後にデジタルワールドにやって来た小春が最初に出会い、その後は不明だが、恐らくクルモンによってシャイニングエボリューションした究極体のデジモンの一体になったと思われる。
- デジモンフロンティア - 第9話に登場。声優は杉野博臣。ケルビモンの魔力の影響で悪夢を食べる良いデジモンから他人に悪夢を見せて洗脳するデジモンへと変わってしまい、神聖系デジモンの証である前足のホーリーリングも付いていなかった。デジコードスキャンで浄化されて元に戻った後は、拓也たちに楽しい夢を見せる。第11話では別個体が占い師の村の住民として登場。
- デジモンセイバーズ - 倉田軍団の襲撃に遭い、殺害されてしまったデジモンの一体として登場。
- デジモンクロスウォーズ - ヘブンゾーンの住民として複数体が登場。
- デジモンアドベンチャー tri. - 第4章に登場。声優は石原夏織。かつての選ばれし子供たちの一人である姫川マキのパートナーデジモンだったが、ダークマスターズとの闘いで犠牲となる。リブートによって復活するが記憶が無いため、姫川を拒絶し彼女の精神が壊れてしまう。
- デジモンゴーストゲーム - 第9話から第13話、第22話で登場。声優は折笠愛。天ノ河宙たちが図書館で出会ったボコモンの助手で、デジモン内の噂に詳しい。

### ゲーム
- デジモンリアライズ-シーズン2の第5章から登場。声優は上田麗奈。新海沙羅（声 - 久保田未夢）のパートナーデジモンで、進化ルートはモノクロモン→メガドラモン→ムゲンドラモン。物静かな性格で、いつも沙羅のことを考え彼女に寄り添っている。